# Festival d'escultures de gel i neu de Harbin

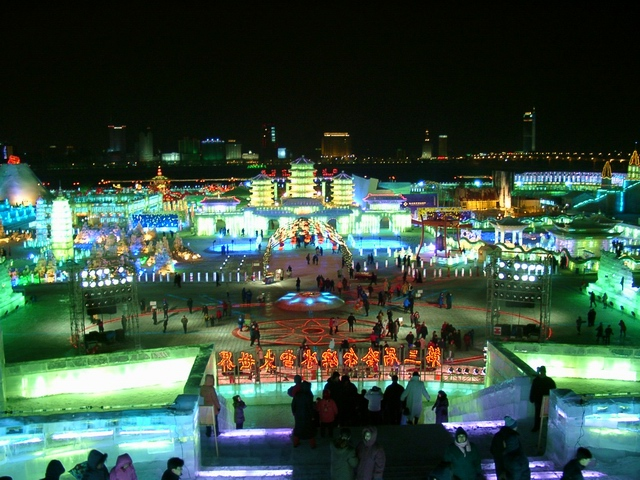
'Món de gel i neu' en Harbin, Xina.

El Festival d'escultures de gel i neu de Harbin (xinès simplificat: 哈尔滨国际冰雪节, pinyin: Hā'ěrbīn Guójì Bīngxuě Jié, en anglès: Harbin International Ice and Snow Sculpture Festival) és un festival internacional dedicat a les escultures de neu i gel que se celebra de forma anual al gener des de 1963. Es va interrompre durant la Revolució Cultural per continuar el 1985.

## Característiques
Harbin, capital de la província Heilongjiang, República Popular Xina, és una de les capitals culturals de gel i neu al món. La ciutat està situada al nord-est de la Xina sota la influència del dur hivern siberià La temperatura mitjana a l'hivern és de -16,8 °C i de 21,2 °C a l'estiu, si bé pot arribar a temperatures extremes hivernals de fins a -38,1 °C.
El festival comença de forma oficial el 5 de gener i dura un mes, no obstant això, si el temps ho permet, el festival comença abans i es perllonga més enllà de la data oficial de clausura. La tecnologia que s'empra per a l'elaboració de les escultures és molt variada, i va des del modern làser al tradicional fanal de gel.
Durant les dates del festival altres activitats populars són l'esquí alpí en Yabuli, natació hivernal en el riu Songhua i la mostra de fanals de gel en el jardí de Zhaolin.
El festival de Harbin és un dels 4 majors del món juntament amb el Festival de la neu de Sapporo, al Japó, el Carnestoltes de Quebec i el Festival d'esquí de Noruega.
A finals del 1999 es va obrir el Món de la Neu i el Gel, que des d'aleshores serveix com a seu parcial del festival.
En l'edició de 2007 es va registrar en el llibre Guinness l'escultura de neu més gran del món, d'una grandària de 250 metres de longitud i d'un volum de 13.000 metres cúbics de neu. L'obra constava de dues parts, les Cataractes del Niagara i el "Encreuament de l'Estret de Bering" (que il·lustrava la migració de les Nacions Originàries del Canadà).

## Construcció
Per tallar els blocs de gel de la superfície del riu Songhua es fan servir; motoserres, cisells, piques, i altres eines. També pot utilitzar-se aigua desionitzada per aconseguir escultures de major transparència. També és freqüent servir-se de llums multicolor amb el qual guanyen en espectacularitat, especialment de nit. Alguns dels motius fets en els últims anys han estat edificis de diferents països i estils o figures animals, humanes o místiques.